# Wingello
Wingello – miasto w Australii, w stanie Nowa Południowa Walia.